# Орловка (приток Майна)
Орло́вка (в верховье Средняя Орловка) — река в России, протекает по территории Анадырского района Чукотского автономного округа. Длина — 205 км. Водосборная площадь — 3420 км². Левый приток Майна.
Берёт начало на южном склоне горы Гряда.
Орловка известна русским поселенцам с середины XVIII века, по ней проходил тракт из Анадырского острога на Камчатку и побережье Охотского моря. Название получила из-за орлиных гнёзд в небольших тополиных рощах вдоль реки.
В бассейне Орловки обнаружены запасы бурого угля, меди, свинца, ртути, золота.

## Притоки
Объекты перечислены по порядку от устья к истоку.
- 2 км: река без названия
- 7 км: Укулаэльганан
- 11 км: водоток пр. Прорва
- 23 км: Агликич (в верховье Лев. Агликич)
- 34 км: река без названия
- 39 км: Бурликич
- 48 км: река без названия
- 58 км: Майчан
- 63 км: Навнанрандя
- 86 км: река без названия
- 92 км: Нюльхендя
- 94 км: река без названия
- 98 км: река без названия
- 112 км: река без названия
- 114 км: река без названия
- 115 км: Угольная (Хулиганджаонатан)
- 121 км: река без названия
- 132 км: река без названия
- 132 км: Щечки (Нулкандя)
- 146 км: Прав. Орловка
- 149 км: Лев. Орловка
- 174 км: река без названия
- 188 км: река без названия